# Eigil Kragh Christiansen
Eigil Adolph Kragh Christiansen (* 16. Mai 1894 in Brevik; † 12. Juni 1943 in Oslo) war ein norwegischer Regattasegler.

## Karriere
Eigil Kragh Christiansen belegte zusammen mit Edvart Christensen und seinem Vater Hans Christiansen bei den Olympischen Spielen 1912 in Stockholm den fünften Platz in der Regatta mit der 6-m-Klasse.